# Mīdūl
Mīdūl (persiska: ميدول, مِیدُل) är en ort i Iran.   Den ligger i provinsen Kurdistan, i den nordvästra delen av landet, 400 km väster om huvudstaden Teheran. Mīdūl ligger 1 648 meter över havet och antalet invånare är 114.
Terrängen runt Mīdūl är huvudsakligen kuperad. Mīdūl ligger nere i en dal. Runt Mīdūl är det ganska tätbefolkat, med 60 invånare per kvadratkilometer. Närmaste större samhälle är Chābolkān Ḩājjī, 13,5 km sydost om Mīdūl. Trakten runt Mīdūl består i huvudsak av gräsmarker.